# Rathewalde
Rathewalde je vesnice, místní část města Hohnstein v německé spolkové zemi Sasko. Nachází se v zemském okrese Saské Švýcarsko-Východní Krušné hory a má 482 obyvatel.

## Historie
Vesnice byla založena ve středověku jako lesní lánová ves, v písemných pramenech je však prvně zmiňována až roku 1501 jako Ratinwalt. V roce 1972 se k ní připojily sousední vesnice Zeschnig a Hohburkersdorf, které byly roku 1994 společně připojeny k městu Hohnstein.

## Geografie
Rathewalde leží v oblasti Saského Švýcarska. Střetává se zde oblast Labských pískovců a Lužického žulového masivu. Vesnicí protéká potok Grünbach, pravostranný přítok Labe, který protéká skalními soutěskami (například Amselgrund). Na jihu zasahuje na území vsi národní park Saské Švýcarsko.

## Pamětihodnosti
- vesnický kostel přestavěný roku 1647 v barokním slohu, celkově upravený roku 1860
- lidová a selská stavení